# Mestaruusliiga
Lentopallon Mestaruusliiga – najwyższa klasa siatkarskich rozgrywek ligowych mężczyzn w Finlandii. Została założona w 1994 roku i kontynuuje tradycję poprzednich rozgrywek wyłaniających mistrza kraju począwszy od 1957 roku.

## System rozgrywek
W fazie zasadniczej pojedynki toczone są systemem mecz-rewanż. Każdy zespół gra z każdym po jednym meczu we własnej hali i jednym w obiekcie przeciwnika. Następnie rozgrywany są spotkania pomiędzy drużynami z miejsc 7-10. Zespół z 7. miejsca rywalizuje z drużyną z 10. miejsca, natomiast zespół z 8. miejsca rywalizuje z drużyną z 9. miejsca. Zwycięzcy tych meczów dołączają do najlepszej szóstki z fazy zasadniczej. W ten sposób osiem wyłonionych klubów przystępuje do fazy Play-off. Rozgrywane kolejno ćwierćfinały, półfinały, mecz o 3. miejsce i finał pozwalają wyłonić podium rozgrywek.

## Medaliści
| Sezon     | 1. miejsce                                                              | 2. miejsce                                                              | 3. miejsce                                                              |
| --------- | ----------------------------------------------------------------------- | ----------------------------------------------------------------------- | ----------------------------------------------------------------------- |
| 1956/1957 | Porin Pyrintö                                                           | Helsingin Tarmo                                                         | Järvensivun Kisa                                                        |
| 1957/1958 | Järvensivun Kisa                                                        | Helsingin Tarmo                                                         | Porin Pyrintö                                                           |
| 1958/1959 | Järvensivun Kisa                                                        | Helsingin Tarmo                                                         | Kimmo                                                                   |
| 1959/1960 | Kimmo                                                                   | Järvensivun Kisa                                                        | Helsingin Tarmo                                                         |
| 1960/1961 | Järvensivun Kisa                                                        | Koiton Riento                                                           | Kimmo                                                                   |
| 1961/1962 | Kimmo                                                                   | Rantaperkiön Isku                                                       | Koiton Riento                                                           |
| 1962/1963 | Rantaperkiön Isku                                                       | Kimmo                                                                   | Koiton Riento                                                           |
| 1963/1964 | Kimmo                                                                   | Käpylän Lentopalloilijat                                                | Johanneksen Pojat                                                       |
| 1964/1965 | Käpylän Lentopalloilijat                                                | Kimmo                                                                   | Johanneksen Pojat                                                       |
| 1965/1966 | Käpylän Lentopalloilijat                                                | Johanneksen Pojat                                                       | Kimmo                                                                   |
| 1966/1967 | Johanneksen Pojat                                                       | Kimmo                                                                   | Luolajan Kajastus                                                       |
| 1967/1968 | Johanneksen Pojat                                                       | Luolajan Kajastus                                                       | Pirkkalan Viri                                                          |
| 1968/1969 | Luolajan Kajastus                                                       | Kuopion NMKYU                                                           | Kimmo                                                                   |
| 1969/1970 | Luolajan Kajastus                                                       | Johanneksen Pojat                                                       | Rateko                                                                  |
| 1970/1971 | Luolajan Kajastus                                                       | Rateko                                                                  | Kuopion NMKYU                                                           |
| 1971/1972 | Luolajan Kajastus                                                       | Kuopion NMKYU                                                           | Rateko                                                                  |
| 1972/1973 | Rateko                                                                  | Luolajan Kajastus                                                       | Kuopion NMKYU                                                           |
| 1973/1974 | Rateko                                                                  | Luolajan Kajastus                                                       | Sale                                                                    |
| 1974/1975 | Pieksämäen NMKY                                                         | Vammalan Kisa                                                           | Luolajan Kajastus                                                       |
| 1975/1976 | Pieksämäen NMKY                                                         | Vammalan Kisa                                                           | Lautta-Pojat                                                            |
| 1976/1977 | Pieksämäen NMKY                                                         | Lautta-Pojat                                                            | Vammalan Kisa                                                           |
| 1977/1978 | Pieksämäen NMKY                                                         | Kimmo                                                                   | Raision Loimu                                                           |
| 1978/1979 | Pieksämäen NMKY                                                         | Kimmo                                                                   | Raision Loimu                                                           |
| 1979/1980 | Pieksämäen NMKY                                                         | Raision Loimu -79                                                       | Porin Pyrintö                                                           |
| 1980/1981 | Pieksämäen NMKY                                                         | Raision Loimu -79                                                       | Rantaperkiön Isku                                                       |
| 1981/1982 | Raision Loimu -79                                                       | Pieksämäen NMKY                                                         | Salon Viesti                                                            |
| 1982/1983 | Loimu -79                                                               | Pieksämäen NMKY                                                         | Salon Viesti                                                            |
| 1983/1984 | Loimu -79                                                               | Hesa                                                                    | Rantaperkiön Isku                                                       |
| 1984/1985 | Hesa                                                                    | Pieksämäen NMKY                                                         | Loimu -79                                                               |
| 1985/1986 | Seinäjoen Maila-Jussit                                                  | Pieksämäen NMKY                                                         | Hesa                                                                    |
| 1986/1987 | Seinäjoen Maila-Jussit                                                  | Varkauden Tarmo                                                         | Loimu -79                                                               |
| 1987/1988 | Rantaperkiön Isku                                                       | Varkauden Tarmo                                                         | KuPS-Volley Kuopio                                                      |
| 1988/1989 | Varkauden Tarmo                                                         | Rantaperkiön Isku                                                       | KuPS-Volley Kuopio                                                      |
| 1989/1990 | Raision Loimu                                                           | Varkauden Tarmo                                                         | Etelä-Kuopion Ilves                                                     |
| 1990/1991 | KuPS-Volley Kuopio                                                      | Varkauden Tarmo                                                         | Tampereen Isku-Volley                                                   |
| 1991/1992 | KuPS-Volley Kuopio                                                      | Tampereen Isku-Volley                                                   | Vammalan Lentopallo                                                     |
| 1992/1993 | KuPS-Volley Kuopio                                                      | Tampereen Isku-Volley                                                   | Raision Loimu                                                           |
| 1993/1994 | KuPS-Volley Kuopio                                                      | Tampereen Isku-Volley                                                   | Raision Loimu                                                           |
| 1994/1995 | KuPS-Volley Kuopio                                                      | Tampereen Isku-Volley                                                   | PPS-Volley                                                              |
| 1995/1996 | KuPS-Volley Kuopio                                                      | Perttelin Peikot                                                        | Tampereen Isku-Volley                                                   |
| 1996/1997 | Raision Loimu                                                           | KuPS-Volley Kuopio                                                      | Tampereen Isku-Volley                                                   |
| 1997/1998 | KuPS-Volley Kuopio                                                      | Perttelin Peikot                                                        | Keski-Savon Pateri                                                      |
| 1998/1999 | Keski-Savon Pateri                                                      | KuPS-Volley Kuopio                                                      | Napapiirin Palloketut                                                   |
| 1999/2000 | KuPS-Volley Kuopio                                                      | Napapiirin Palloketut                                                   | Keski-Savon Pateri                                                      |
| 2000/2001 | Raision Loimu                                                           | Pielaveden Sampo                                                        | Salon Piivolley                                                         |
| 2001/2002 | Tampereen Isku-Volley                                                   | Perungan Pojat                                                          | Pielaveden Sampo                                                        |
| 2002/2003 | Perungan Pojat                                                          | Tampereen Isku-Volley                                                   | Pielaveden Sampo                                                        |
| 2003/2004 | Pielaveden Sampo                                                        | Salon Piivolley                                                         | Korson Veto                                                             |
| 2004/2005 | Pielaveden Sampo                                                        | Salon Piivolley                                                         | Tampereen Isku-Volley                                                   |
| 2005/2006 | Tampereen Isku-Volley                                                   | Salon Piivolley                                                         | Perungan Pojat                                                          |
| 2006/2007 | Santasport                                                              | Pielaveden Sampo                                                        | Salon Piivolley                                                         |
| 2007/2008 | Santasport                                                              | Pielaveden Sampo                                                        | Vammalan Lentopallo                                                     |
| 2008/2009 | Pielaveden Sampo                                                        | Santasport                                                              | Vammalan Lentopallo                                                     |
| 2009/2010 | Sun Volley Oulu                                                         | Pielaveden Sampo                                                        | Raision Loimu                                                           |
| 2010/2011 | Team Lakkapää                                                           | Vammalan Lentopallo                                                     | Tampereen Isku-Volley                                                   |
| 2011/2012 | Vammalan Lentopallo                                                     | Hurrikaani-Loimaa                                                       | Team Lakkapää                                                           |
| 2012/2013 | Kokkolan Tiikerit                                                       | Hurrikaani-Loimaa                                                       | Vammalan Lentopallo                                                     |
| 2013/2014 | Vammalan Lentopallo                                                     | Kokkolan Tiikerit                                                       | Hurrikaani-Loimaa                                                       |
| 2014/2015 | Kokkolan Tiikerit                                                       | Hurrikaani-Loimaa                                                       | Vammalan Lentopallo                                                     |
| 2015/2016 | Kokkolan Tiikerit                                                       | Vammalan Lentopallo                                                     | Hurrikaani-Loimaa                                                       |
| 2016/2017 | Vammalan Lentopallo                                                     | Hurrikaani-Loimaa                                                       | Pielaveden Sampo                                                        |
| 2017/2018 | Vammalan Lentopallo                                                     | Hurrikaani-Loimaa                                                       | Sampo Volley                                                            |
| 2018/2019 | Vammalan Lentopallo                                                     | Etta Oulu                                                               | Hurrikaani-Loimaa                                                       |
| 2019/2020 | Z powodu pandemii COVID-19 rozgrywki zostały przerwane i niedokończone. | Z powodu pandemii COVID-19 rozgrywki zostały przerwane i niedokończone. | Z powodu pandemii COVID-19 rozgrywki zostały przerwane i niedokończone. |
| 2020/2021 | Vammalan Lentopallo                                                     | Savo Volley                                                             | Kokkolan Tiikerit                                                       |
| 2021/2022 | Vammalan Lentopallo                                                     | Savo Volley                                                             | Akaa-Volley                                                             |
| 2022/2023 | Vammalan Lentopallo                                                     | Akaa-Volley                                                             | Savo Volley                                                             |
| 2023/2024 | Hurrikaani-Loimaa                                                       | Akaa-Volley                                                             | Vammalan Lentopallo                                                     |
| 2024/2025 | Akaa-Volley                                                             | Hurrikaani-Loimaa                                                       | TUTO Volley                                                             |